# Macrobrachium nipponense
Macrobrachium nipponense е вид десетоного от семейство Palaemonidae. Видът не е застрашен от изчезване.

## Разпространение и местообитание
Разпространен е във Виетнам, Китай (Анхуей, Вътрешна Монголия, Гансу, Гуандун, Гуанси, Гуейджоу, Джъдзян, Дзилин, Дзянси, Дзянсу, Ляонин, Нинся, Пекин, Синдзян, Съчуан, Тиендзин, Фудзиен, Хайнан, Хубей, Хунан, Хъбей, Хъйлундзян, Хънан, Цинхай, Чунцин, Шандун, Шанси, Шанхай, Шънси и Юннан), Лаос, Малайзия (Западна Малайзия), Мианмар, Провинции в КНР, Северна Корея, Тайван, Южна Корея и Япония (Кюшу, Хоншу и Шикоку). Внесен е в Ирак, Иран, Сингапур, Узбекистан и Филипини.
Обитава сладководни басейни и реки.

## Описание
Популацията на вида е стабилна.